# Lep Libong
Pour les articles homonymes, voir Libong.
Lep Libong ou Leb Libong est un village de la région du Centre du Cameroun, situé dans la commune de Makak. 

## Population et développement
En 1962, la population de Lep Libong était de 438 habitants. La population de Lep Libong est de 442 habitants lors du recensement de 2005. La population est constituée pour l’essentiel de Bassa.  